# آلبرئا
آلبرئا دهستانی در استان آلباستهٔ اسپانیا است.
در این دهستان ۸۲۷ نفر زندگی می‌کنند. مساحت این دهستان ۷۱٫۹۹ کیلومتر مربع است.